# Ormond-by-the-Sea
Ormond-by-the-Sea ist  ein census-designated place (CDP) im Volusia County im US-Bundesstaat Florida. Das U.S. Census Bureau hat bei der Volkszählung 2020 eine Einwohnerzahl von 7.312 ermittelt.

## Geographie
Ormond-by-the-Sea befindet sich auf einer Barriereinsel zwischen dem Halifax River (einem Teil des Intracoastal Waterway) und dem Atlantik an der Ostküste Floridas. Der Ort grenzt direkt an die Stadt Ormond Beach und liegt dabei rund 45 Kilometer nordöstlich von DeLand sowie etwa 90 Kilometer nördlich von Orlando. Der CDP wird von der Florida State Road A1A durchquert.

## Demographische Daten
Laut der Volkszählung 2010 verteilten sich die damaligen 7406 Einwohner auf 6080 Haushalte. Die Bevölkerungsdichte lag bei 1452,2 Einw./km². 96,9 % der Bevölkerung bezeichneten sich als Weiße, 0,8 % als Afroamerikaner, 0,3 % als Indianer und 0,6 % als Asian Americans. 0,7 % gaben die Angehörigkeit zu einer anderen Ethnie und 0,8 % zu mehreren Ethnien an. 3,3 % der Bevölkerung bestand aus Hispanics oder Latinos.
Im Jahr 2010 lebten in 14,5 % aller Haushalte Kinder unter 18 Jahren sowie 45,3 % aller Haushalte Personen mit mindestens 65 Jahren. 54,4 % der Haushalte waren Familienhaushalte (bestehend aus verheirateten Paaren mit oder ohne Nachkommen bzw. einem Elternteil mit Nachkomme). Die durchschnittliche Größe eines Haushalts lag bei 1,95 Personen und die durchschnittliche Familiengröße bei 2,48 Personen.
12,7 % der Bevölkerung waren jünger als 20 Jahre, 14,7 % waren 20 bis 39 Jahre alt, 31,5 % waren 40 bis 59 Jahre alt und 41,1 % waren mindestens 60 Jahre alt. Das mittlere Alter betrug 55 Jahre. 47,5 % der Bevölkerung waren männlich und 52,5 % weiblich.
Das durchschnittliche Jahreseinkommen lag bei 39.542 $, dabei lebten 14,9 % der Bevölkerung unter der Armutsgrenze.
Im Jahr 2000 war Englisch die Muttersprache von 93,84 % der Bevölkerung, spanisch sprachen 2,40 % und 3,76 % hatten eine andere Muttersprache.